# Eliana Bórmida
Eliana Bórmida es una arquitecta argentina, cotitular del estudio Bórmida y Yanzón, con sede en Mendoza, Argentina, especializado en bodegas vitivinícolas. El estudio ha realizado, entre 1988 y la actualidad más de 30 bodegas, que han sido difundidas en medios nacionales e internacionales y varias han recibido premios. Bórmida conjuga la actividad del estudio con la académica desarrollando una extensa trayectoria en el campo de la preservación del patrimonio. En 2012 recibió el Premio Konex de Arquitectura.

## Primeros años
Desde pequeña le interesaron las humanidades, el arte, el dibujo y la lectura. Estudió en una escuela superior de magisterio y tenía la determinación de estudiar filosofía. Cuando estaba en el colegio secundario viajó a Chicago con una beca de intercambio y allí se interesó por la arquitectura cuando conoció a un arquitecto, pariente de la familia que la alberga. Cuando volvió a Mendoza, Bórmida se inscribió en la recientemente inaugurada Facultad de Arquitectura de la Universidad de Mendoza dirigida por Enrico Tedeschi y donde enseñaban profesores de Córdoba, Santa Fe y San Juan que promovían el movimiento moderno y una forma integral de entender el diseño. Allí se gradúa en 1972. Cursó con ella Mario Yanzón posteriormente su socio y marido.

## Trayectoria

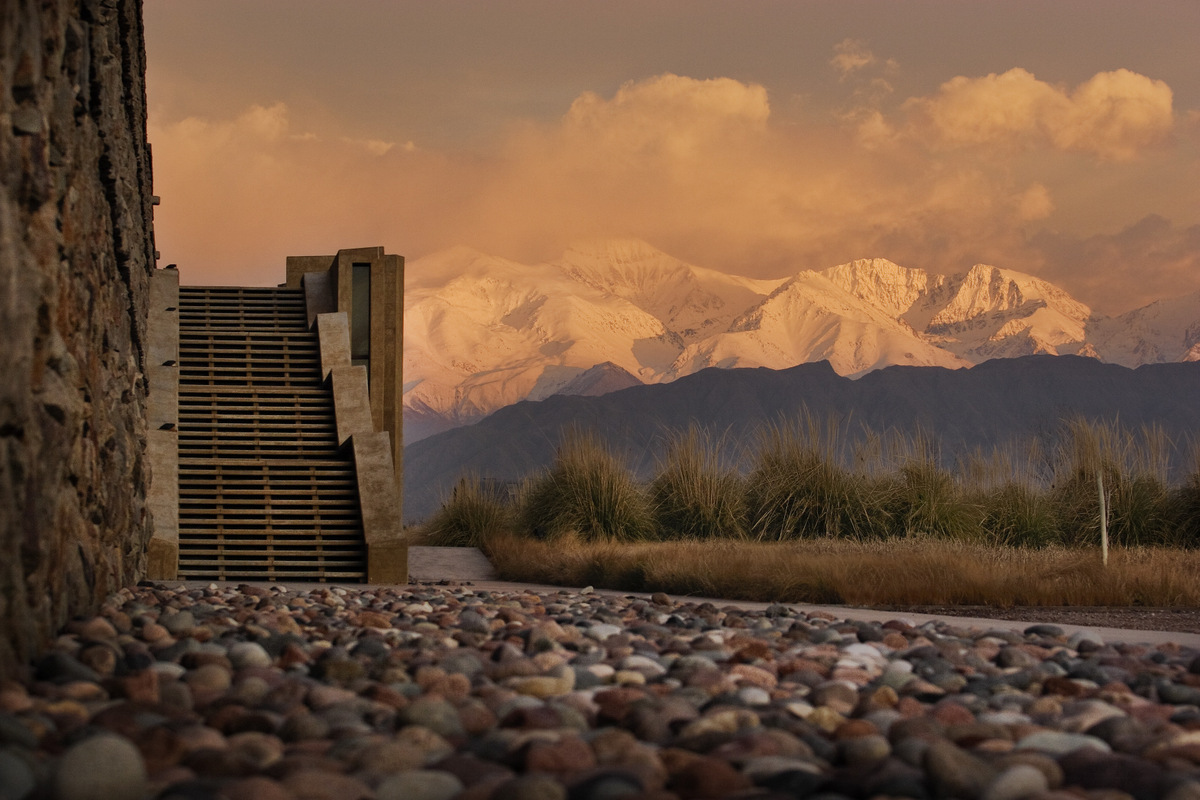
Bodega Séptima, Mendoza, Argentina

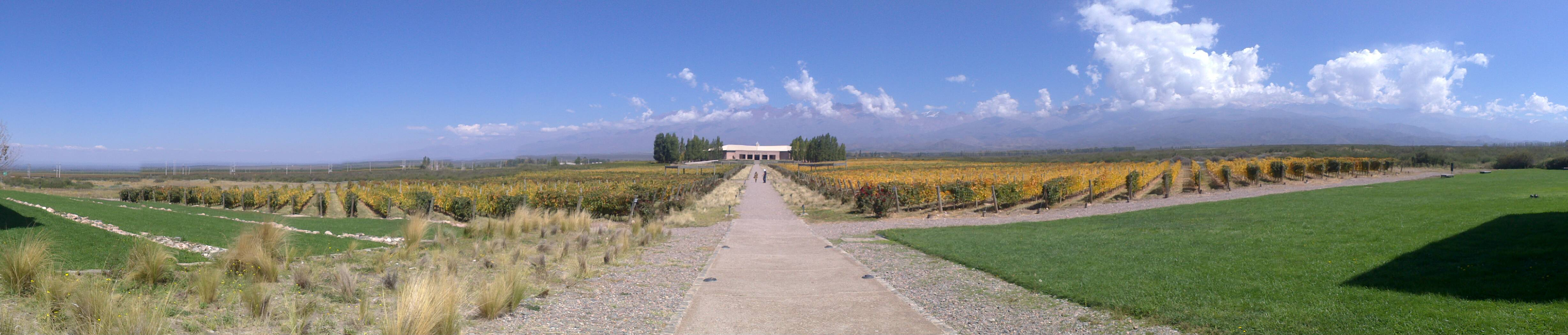
Bodega Salentein, Mendoza, Argentina

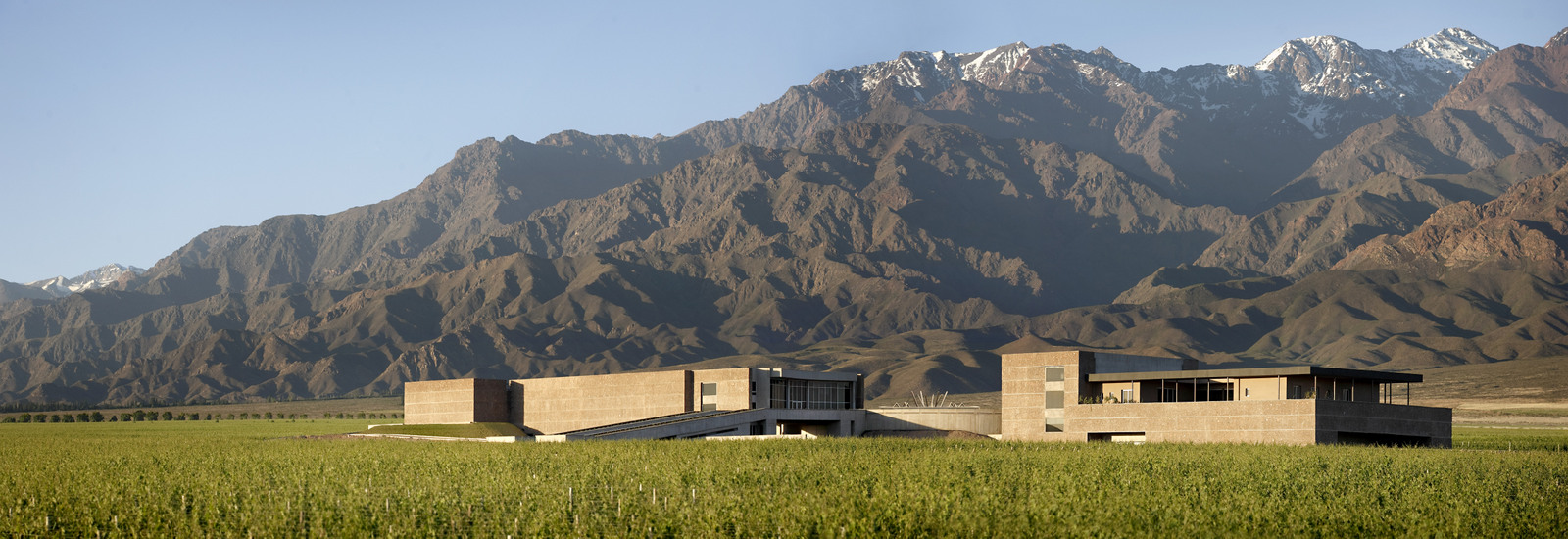
Bodegas Diamandes, Mendoza, Argentina

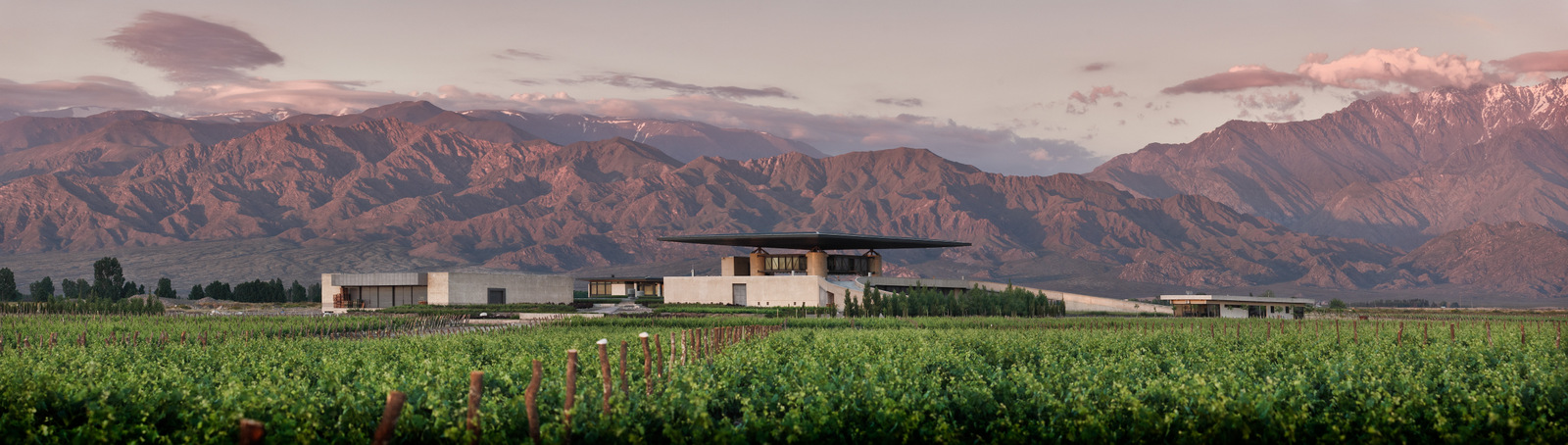
Bodega O Fournier, Mendoza, Argentina

Los proyectos del estudio son liderados tanto por Bórmida como por Yanzón. Después del divorcio continúan trabajando asociados hasta la actualidad bajo este formato. Una de las hijas de la pareja, Luisa Yanzón, es arquitecta y trabaja también dentro del estudio realizando diseño de interiores. La actividad profesional de la arquitecta integra el diseño y la dirección de proyectos de distinto tipo y escala, que desarrolla al frente del equipo de su estudio. Sus obras parten de una conceptualización integradora de arquitectura y contexto, entendido este como paisaje natural y cultural, que busca dar a la arquitectura un soporte y una proyección trascendentes, para aportar a la identidad regional. El estudio B&Y ha realizado las más importantes bodegas de la provincia.
La experiencia de Bórmida viene de la práctica profesional y también de la docencia y la investigación universitarias. Es Profesora Emérita de la Universidad de Mendoza desde 2011, donde fue profesora Titular de Historia de la Arquitectura y el Urbanismo (1973-2005) y fundadora y directora del Instituto de Cultura Arquitectónica y Urbana. Alberto Nicolini colaboró para consolidar el instituto, que era algo excepcional en una universidad privada. Allí desarrolló temas de patrimonio cultural e identidad regional andinos e inició una línea de investigación sobre Patrimonio Cultural del Vino en Mendoza. Fue convocada por la Junta de Andalucía de España para editar, junto a Graciela Moretti,Guía de arquitectura de Mendoza.
Entre 1995 y 2003 fue delegada de la CNMMyLH (Comisión Nacional de Museos y de Monumentos y Lugares Históricos) y de ICOMOS Argentina (Consejo Internacional de Monumentos y Sitios). Este camino se inicia desde los primeros tiempos de la carrera de Bórmida que participa en los encuentros organizados por el Instituto de Historia que coordinaba Marina Waisman, pionera en la temática en Argentina. En el año 2007 fue distinguida por la Presidencia de la República Italiana con la Stella dell’Ordine della Solidarietà Italiana. En 2014 fue declarada ciudadana ilustre de la ciudad de Mendoza.
En la actualidad se dedica a su actividad en el estudio y mantiene una activa participación en reuniones y en publicaciones especializadas, relativas a la arquitectura agroindustrial, el turismo agrario y la conservación y promoción del patrimonio natural y cultural.

## Obras
- Bodega Atamisque / Capilla de la Gratitud, Argentina.[12]
- Bodega Salentein, Argentina.[13]
- Bodega Séptima, Argentina.[14]
- Bodega Diamandes, Argentina
- Bodega O Fournier, Argentina
- Pulenta Estate, Argentina
- Bodega Navarro Correas, Argentina
- Killka Espacio Salentein, Argentina